# Vallone Rossomanno
Vallone Rossomanno este o arie protejată (arie specială de conservare — SAC, sit de importanță comunitară — SCI) din Italia întinsă pe o suprafață de 2.357 ha, integral pe uscat.

## Localizare
Centrul sitului Vallone Rossomanno este situat la coordonatele 37°26′44″N 14°23′44″E / 37.445556°N 14.395556°E.

## Înființare
Situl Vallone Rossomanno a fost declarat sit de importanță comunitară în septembrie 1995 pentru a proteja 8 specii de animale. Situl a fost protejat și ca arie specială de conservare în decembrie 2015.

## Biodiversitate
Situată în ecoregiunea mediteraneană, aria protejată conține 8 habitate naturale: Galerii și tufărișuri riverane sudice (Nerio-Tamaricetea și Securinegion tinctoriae), Galerii de Salix alba și de Populus alba, Păduri de Quercus ilex și Quercus rotundifolia, Izvoare petrifiante cu formare de travertin (Cratoneurion), Pseudostepă cu ierburi și specii anuale de Thero-Brachypodietea, Râuri mediteraneene cu debit permanent cu specii de Paspalo-Agrostidion și galerii riverane de Salix și de Populus alba, Păduri de stejar alb estice, Tufărișuri termo-mediteraneene și de pre-deșert.
La baza desemnării sitului se află mai multe specii protejate de  păsări (8): Alectoris graeca whitakeri, caprimulg (Caprimulgus europaeus), sfrâncioc mare (Lanius excubitor), ciocârlie de pădure (Lullula arborea), codobatura galbenă (Motacilla flava), silvie cu cap negru (Sylvia atricapilla), silvie roșcată (Sylvia cantillans), pupăză (Upupa epops)
Pe lângă speciile protejate, pe teritoriul sitului au mai fost identificate 17 specii de plante, 4 specii de păsări, 1 specie de mamifere, 2 specii de reptile.